# Liptena simplicia
Liptena simplicia är en fjärilsart som beskrevs av Heinrich Benno Möschler 1888. Liptena simplicia ingår i släktet Liptena och familjen juvelvingar. Inga underarter finns listade i Catalogue of Life.